# Muzeum Borów Tucholskich w Tucholi
Muzeum Borów Tucholskich w Tucholi – muzeum z siedzibą w Tucholi.
Muzeum powstało w 1980 roku. Jego siedzibą jest pochodzący z przełomu XIX i XX wieku budynek, nawiązujący architekturą do dawnych spichlerzy. W latach 1992–2001 placówką zarządzał Tucholski Park Krajobrazowy, obecnie nadzór nad muzeum sprawuje starosta tucholski (placówka nie jest jednak jednostką organizacyjną powiatu)).
W ramach ekspozycji muzealnej, zlokalizowanej na trzech kondygnacjach, prezentowane są następujące wystawy:
- historyczna, poświęcona historii miasta,
- etnograficzne, ukazujące: rekonstrukcję drewnianej chaty borowiackiej wraz ze sprzętami (np. kierzynką do wyrabiania masła) i wyposażeniem oraz dawne zawody, wykonywane przez mieszkańców Borów Tucholskich,
- przyrodnicza, prezentująca bogactwo flory i fauny Borów Tucholskich, a także narzędzia wykorzystywane przy pracach leśnych.

Muzeum jest obiektem całorocznym, czynnym w dni robocze, a w miesiącach letnich (lipiec-sierpień) - także w soboty i niedziele. Wstęp jest płatny.